# Leptodermis riparia
Leptodermis riparia là một loài thực vật có hoa trong họ Thiến thảo. Loài này được R.Parker mô tả khoa học đầu tiên năm 1924.